# Gens Cominia
La gens Cominia fue una familia de plebeyos de la Antigua Roma, conocida desde los días más tempranos de la República. El primer miembro de la familia conocido en la historia fue Póstumo Cominio Aurunco, cónsul en 501 a. C., y de esto, generalmente se infirió que la gens era originalmente patricia; pero todos los Cominii posteriores conocidos fueron plebeyos .

## Origen
El apellido Aurunco, llevado por el cónsul de 501 a. C., sugiere que los Cominii podrían haber sido de origen Auruncano, a pesar de que si esto fuera así, la familia había logrado el nivel más alto de sociedad romana al principio de la República. Aun así,  podría haber otras explicaciones para este cognomen. Este consulado temprano implica que la familia fue contada alguna vez entre los patricios, a pesar de que en la República más tardía todos los Cominii parecen haber sido plebeyos. Puede ser que la familia pasara a los plebeyos durante los siglos cuarto o quinto a. C., o que la rama patricia de la gens se extinguiera. Alternativamente se ha sugerido que los cónsules más tempranos incluirían a miembros de cierto número de familias de plebeyos, y que los plebeyos no fueron formalmente excluidos del cargo hasta la formalización de la Ley de las XII Tablas en 450-449 a. C.. Valerio Máximo va más allá; sugiere que el nombre de Auruncus es incierto, y que en cambio puede haber pertenecido a la gens Postumia, a pesar de que la mayoría de fuentes continúan considerando a Postumus como su praenomen.

## Praenomina utilizados por la gens
Los Cominii utilizaban los praenomina Postumus, Lucius, Sextus, Publius, Gaius, y Quintus. De éstos, se ha sugerido que Postumus es una equivocación para el nomen Postumius, pero Postumus era un antiguo praenomen, y era probablemente utilizado por las generaciones tempranas de esta familia.

## Ramas y cognomina de la gens
El primero de la familia conocido en la historia llevaba el apellido Auruncus, sugiriendo alguna conexión con los Aurunci, unas personas que vivían al sureste de Latium. Se desconoce si el cognomen debería interpretarse como que la familia emigró de allí a Roma bajo los reyes, o si el cónsul de 501 a. C.. lo adquirió como apellido personal. Un miembro de la familia durante los tiempos de Augusto llevaba el apellido Pedarius. Una variedad de apellidos personales aparece bajo el Imperio.